# Epirinus pygidialis
Epirinus pygidialis là một loài bọ cánh cứng trong họ Bọ hung (Scarabaeidae).